# Lycaena paucimaculata
Lycaena paucimaculata är en fjärilsart som beskrevs av Vorbrodt 1917. Lycaena paucimaculata ingår i släktet Lycaena och familjen juvelvingar. Inga underarter finns listade i Catalogue of Life.